# Go (език за програмиране)
Go е език за програмиране, разработен от Google. Първоначалният проект на Go е започнат през септември 2007 г. от Робърт Гриземер, Роб Пайк и Кен Томпсън. Разработката на езика е от 2007 година, но официално е обявен през 2009 година в бета-версия. Въпреки това днес Go се използва в някои приложения на Google, както и в сайта на Go.

## Цел
Според създателите на Go целта за създаването му е била породена от появата на многоядрени процесори, паралелни изчисления и ускоряването на работата на компютрите, но не и за разработката на софтуер. Компилира се бързо.

## Характеристика
Go е статичен, компилиращ се език с автоматично освобождаване на ресурсите (garbage-collected). Синтаксиса му е близък до този на C с някои изключения. Обектно ориентиран е, но няма класове. Има само един цикъл – for, конструкции if и Switch.
Има вграден мениджър на пакетите (go get), вградени примитиви за паралелна работа, леки (light-weight) процеси наречени goroutines както и channels.
Има компилатори за следните операционни системи: linux, freebsd, darwin(Mac OS X 10.5 or 10.6), 64-bit x86, 32-bit x86 и 32-bit ARM, както и за Windows XP и нататък.

## Примерна програма
Програмата Hello, world
```
package
 
main

import
 
"fmt"

func
 
main
()
 
{

  
fmt
.
Printf
(
"Hello, world"
)

}

```

Пример (константи, проеменливи, for, switch):
```
package
 
main

import
 
"fmt"

const
 
(

	
HELLO
 
=
 
"Hello"

	
INTERVAL
 
=
 
" "

	
GOLANG
 
=
 
"Go"

)

var
 
(

	
hello
 
string
 
=
 
"Hello"

	
world
 
string
 
=
 
"World"

)

func
 
main
()
 
{

	
// for

	
for
 
i
 
:=
 
0
 
;
 
i
 
<
 
5
 
;
 
i
++
 
{

		
fmt
.
Println
(
i
)

	
}

	
fmt
.
Println
(
hello
 
+
 
" "
 
+
 
world
)

	
fmt
.
Println
(
HELLO
 
+
 
INTERVAL
 
+
 
GOLANG
)

	
// switch

	
switch
 
{

        
case
 
len
(
HELLO
)
 
<
 
len
(
GOLANG
):

                
fmt
.
Println
(
"len(HELLO) < len(GOLANG)"
)

        
case
 
len
(
HELLO
)
 
>
 
len
(
GOLANG
):

                
fmt
.
Println
(
"len(HELLO) > len(GOLANG)"
)

    
}

}

```

## Ключови думи
```
break        default      func         interface    select
case         defer        go           map          struct
chan         else         goto         package      switch
const        fallthrough  if           range        type
continue     for          import       return       var

```

## Конвенции за писане на код
Създателите на езика полагат усилия за да стандартизират начина на писане на код, идентациите и стила. За целта има създадена страница с най-добрите практики.

## Лиценз
Лицензът е BSD.